# Allophorocera angulata
Allophorocera angulata är en tvåvingeart som beskrevs av Wood och Richter 2004. Allophorocera angulata ingår i släktet Allophorocera och familjen parasitflugor. Inga underarter finns listade i Catalogue of Life.